# Ramón Echarren Ystúriz
Ramón Echarren Ystúriz (Vitoria, 13 de noviembre de 1929-Las Palmas de Gran Canaria, 25 de agosto de 2014) fue un obispo español.

## Biografía
Cursó los Estudios de Bachillerato en el Instituto Cardenal Cisneros de Madrid, fue asistido en preparación para Ingeniero de Caminos en Madrid, cursó el Bachiller en Filosofía de Universidad Pontificia de Salamanca, era Licenciado en Teología por la Universidad Gregoriana de Roma y Licenciado en Ciencias Sociales por Universidad de Lovaina. 
Ordenado sacerdote en 1958. Fue nombrado Obispo Auxiliar de Madrid el 22 de diciembre de 1969, donde fue durante nueve años Obispo Auxiliar, primero con Casimiro Morcillo González y luego con el Cardenal Vicente Enrique y Tarancón. Fue nombrado obispo de la Diócesis de Canarias (que engloba la provincia oriental canaria de Las Palmas) el 29 de noviembre de 1978 de la que tomó posesión el 13 de enero de 1979, permaneciendo en ella hasta 2005, en que se le aceptó la renuncia presentada tras cumplir los 75 años. Miembro de la Comisión de Pastoral Social de la Conferencia Episcopal Española entre 1984 y 2011.
Falleció en Las Palmas de Gran Canaria el 25 de agosto de 2014 y está enterrado en la Capilla de los Dolores de la Catedral de Santa Ana de la ciudad.